# Longechenal
Longechenal é uma comuna francesa na região administrativa de Auvérnia-Ródano-Alpes, no departamento de Isère. Estende-se por uma área de 8,12 km². Em 2010 a comuna tinha 589 habitantes (densidade: 72,5 hab./km²).